# (36038) 1999 PU3
1999 PU3 (asteroide 36038) é um asteroide da cintura principal. Possui uma excentricidade de 0.08288530 e uma inclinação de 3.09522º.
Este asteroide foi descoberto no dia 13 de agosto de 1999 por Spacewatch em Kitt Peak.